# Artres
Artres est une commune française située dans le département du Nord, en région Hauts-de-France.

## Géographie

### Localisation
Artres est située sur la rivière Rhonelle à environ neuf kilomètres au sud de Valenciennes.
| Famars              | Famars                 | Préseau   |
| Quérénaing / Famars | Artres                 | Maresches |
| Quérénaing          | Quérénaing / Sepmeries | Sepmeries |

### Hydrographie

#### Réseau hydrographique
La commune est située dans le bassin Artois-Picardie. Elle est drainée par la Rhonelle,.
La Rhonelle, d'une longueur de 32 km, prend sa source dans la commune de Locquignol et se jette  dans le Vieil Escaut à Valenciennes, après avoir traversé douze communes.

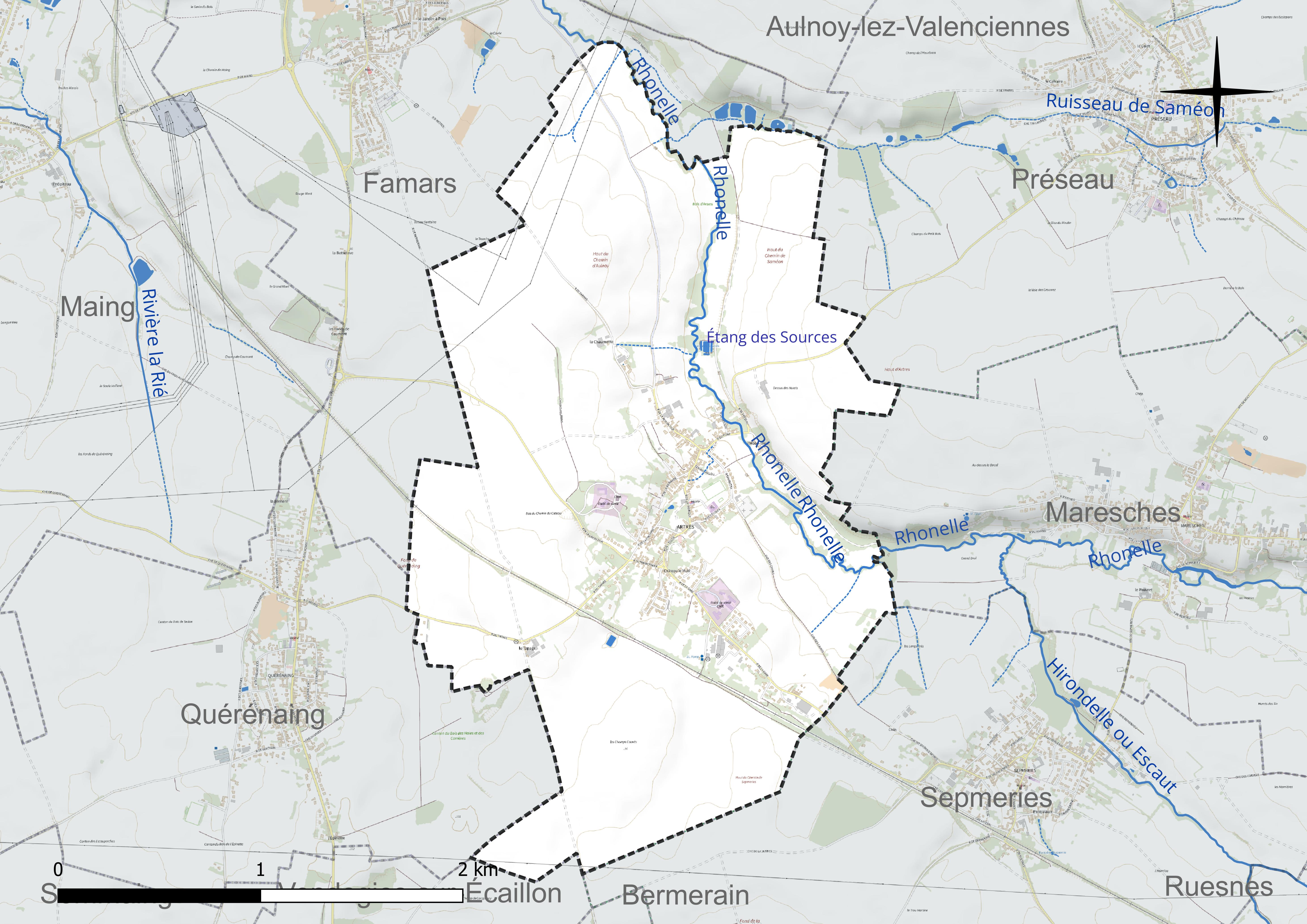
Réseau hydrographique d'Artres.

Un plan d'eau complète le réseau hydrographique : l'étang des Sources (0,2 ha),.

#### Gestion et qualité des eaux
Le territoire communal est couvert par le schéma d'aménagement et de gestion des eaux (SAGE) « Escaut ». Ce document de planification concerne un territoire de 2 005 km2 de superficie, délimité par le bassin versant de l'Escaut. Le périmètre a été arrêté le 9 juin 2006 et le SAGE proprement dit a été approuvé le 13 juillet 2021. La structure porteuse de l'élaboration et de la mise en œuvre est le syndicat mixte Escaut et Affluents (SyMEA).
La qualité des cours d'eau peut être consultée sur un site dédié géré par les agences de l'eau et l'Agence française pour la biodiversité.

### Climat
Pour des articles plus généraux, voir Climat des Hauts-de-France et Climat du Nord.
En 2010, le climat de la commune est de type climat océanique dégradé des plaines du Centre et du Nord, selon une étude du CNRS s'appuyant sur une série de données couvrant la période 1971-2000. En 2020, Météo-France publie une typologie des climats de la France métropolitaine dans laquelle la commune est exposée à un climat océanique altéré et est dans la région climatique Nord-est du bassin Parisien, caractérisée par un ensoleillement médiocre, une pluviométrie moyenne régulièrement répartie au cours de l'année et un hiver froid (3 °C).
Pour la période 1971-2000, la température annuelle moyenne est de 10,4 °C, avec une amplitude thermique annuelle de 14,8 °C. Le cumul annuel moyen de précipitations est de 799 mm, avec 13,7 jours de précipitations en janvier et 9 jours en juillet. Pour la période 1991-2020, la température moyenne annuelle observée sur la station météorologique la plus proche, située sur la commune de Valenciennes à 7 km à vol d'oiseau, est de 11,0 °C et le cumul annuel moyen de précipitations est de 694,1 mm,. Pour l'avenir, les paramètres climatiques de la commune estimés pour 2050 selon différents scénarios d'émission de gaz à effet de serre sont consultables sur un site dédié publié par Météo-France en novembre 2022.

### Voie de communication et transport
La commune est desservie par la ligne 971 du réseau interurbain Arc-en-Ciel 4.

## Urbanisme

### Typologie
Au 1er janvier 2024, Artres est catégorisée bourg rural, selon la nouvelle grille communale de densité à sept niveaux définie par l'Insee en 2022.
Elle appartient à l'unité urbaine d'Artres, une agglomération intra-départementale regroupant trois  communes, dont elle est ville-centre,,. Par ailleurs la commune fait partie de l'aire d'attraction de Valenciennes (partie française), dont elle est une commune de la couronne,. Cette aire, qui regroupe 102 communes, est catégorisée dans les aires de 200 000 à moins de 700 000 habitants,.

### Occupation des sols
L'occupation des sols de la commune, telle qu'elle ressort de la base de données européenne d'occupation biophysique des sols Corine Land Cover (CLC), est marquée par l'importance des territoires agricoles (88,1 % en 2018), en diminution par rapport à 1990 (88,9 %). La répartition détaillée en 2018 est la suivante :
terres arables (76,7 %), zones urbanisées (11,9 %), prairies (11,4 %). L'évolution de l'occupation des sols de la commune et de ses infrastructures peut être observée sur les différentes représentations cartographiques du territoire : la carte de Cassini (XVIIIe siècle), la carte d'état-major (1820-1866) et les cartes ou photos aériennes de l'IGN pour la période actuelle (1950 à aujourd'hui).

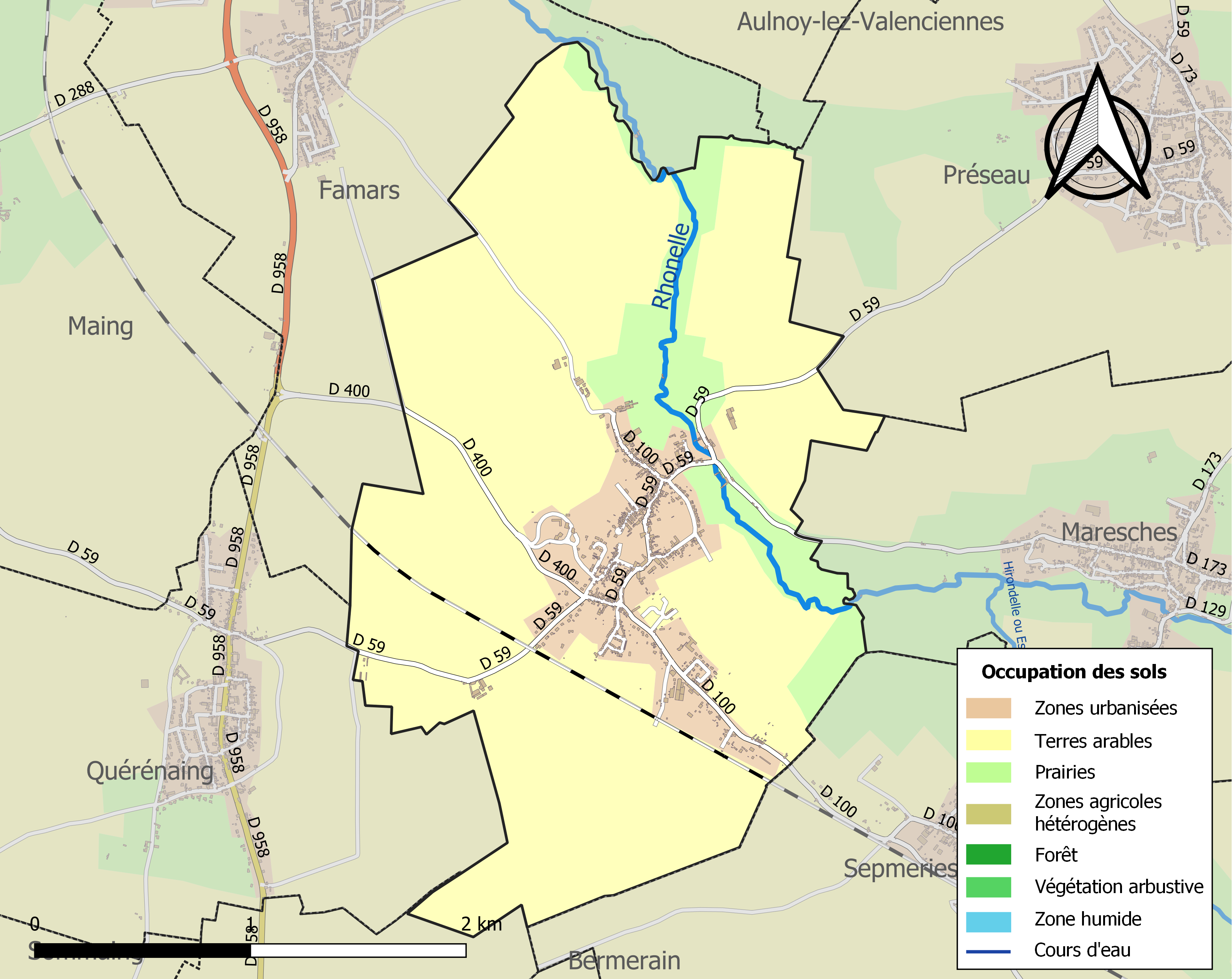
Carte des infrastructures et de l'occupation des sols de la commune en 2018 (CLC).

## Toponymie
Artres, du latin atrium, un lieu où l'on rendait justice. Il reste de l'époque romaine les vestiges d'un aqueduc.

## Histoire
L'abbaye de Maroilles possédait dans le XIIe siècle beaucoup de biens à Artres.
En 1184, les seigneurs de Famars qui étaient les seigneurs de la terre d'Artres, en vendaient la moitié au comte du Hainaut.
En 1340, au début de la guerre de Cent Ans, les Français brûlèrent le village.
Du XIVe siècle au XVIIIe siècle, le fief d'Artres était possédé par la famille de Haynin.
En 1834, la famille d'Haussy fonde une sucrerie. C'est le début du développement économique d'Artres et de la campagne environnante, qui sera encore renforcé par l'arrivée du chemin de fer avec une gare à Artres. Plus de 400 personnes travaillaient pour cette industrie pendant la campagne sucrière. Au début du XXe siècle, de nouveaux bâtiments de sucrerie sont construits. Ils abritèrent ensuite d'autres activités industrielles. Artres a possédé aussi une briquerie (détruite en 1936).
En 1900, à Artres, des maisons ont encore un toit de chaume, revêtement ancien qui a précédé la mise en place des tuiles ou ardoises : le 15 avril 1900, sept d'entre elles sont détruites par le feu.
Artres, avec ses champs de betteraves, a gardé son caractère rural et agricole.

## Politique et administration

### Tendances politiques et résultats
Lors du premier tour des élections municipales le 15 mars 2020, quinze sièges sont à pourvoir ; on dénombre 736 inscrits, dont 270 votants (36,68 %), 7 votes blancs (2,59 %) et 229 suffrages exprimés (84,81 %). La liste Bien vivre à Artres menée par Liliane André recueille l'ensemble des suffrages exprimés, étant la seule à se présenter.

### Liste des maires
Maire en 1802-1803 : Dhaussy.
Maire en 1807 : Roland.
Maire en 1808 :  Leduc.

Maire en 1881 : Alfred D'Haussy.
| Période                                  | Période              | Identité           | Étiquette      | Qualité |
| ---------------------------------------- | -------------------- | ------------------ | -------------- | ------- |
| mars 1965                                | mars 1974            | Joseph Bultez      |                |         |
| mars 1974                                | mars 1989            | Maxime Gombert     |                |         |
| mars 1989                                | 13 mars 2000 (décès) | Jacques Del Favero |                |         |
| mars 2001                                | mars 2008            | Bernard Lafont     |                |         |
| mars 2008                                | mars 2020            | Christian Lerat    |                |         |
| mars 2020                                | En cours             | Liliane André      | sans étiquette | maire   |
| Les données manquantes sont à compléter. |                      |                    |                |         |

### Instances judiciaires et administratives
La commune relève du tribunal d'instance de Valenciennes, du tribunal de grande instance de Valenciennes, de la cour d'appel de Douai, du tribunal pour enfants de Valenciennes, du conseil de prud'hommes de Valenciennes, du tribunal de commerce de Valenciennes, du tribunal administratif de Lille et de la cour administrative d'appel de Douai.

## Population et société

### Démographie

#### Évolution démographique
L'évolution du nombre d'habitants est connue à travers les recensements de la population effectués dans la commune depuis 1800. Pour les communes de moins de 10 000 habitants, une enquête de recensement portant sur toute la population est réalisée tous les cinq ans, les populations de référence des années intermédiaires étant quant à elles estimées par interpolation ou extrapolation. Pour la commune, le premier recensement exhaustif entrant dans le cadre du nouveau dispositif a été réalisé en 2007.

En 2022, la commune comptait 1 073 habitants, en évolution de +1,9 % par rapport à 2016 (Nord : +0,51 %, France hors Mayotte : +2,11 %).
| 1800 | 1806 | 1821 | 1831 | 1836 | 1841 | 1846 | 1851 | 1856 |
| ---- | ---- | ---- | ---- | ---- | ---- | ---- | ---- | ---- |
| 245  | 203  | 259  | 552  | 666  | 711  | 819  | 804  | 899  |

| 1861 | 1866 | 1872  | 1876  | 1881  | 1886  | 1891  | 1896  | 1901  |
| ---- | ---- | ----- | ----- | ----- | ----- | ----- | ----- | ----- |
| 969  | 952  | 1 005 | 1 019 | 1 048 | 1 032 | 1 054 | 1 050 | 1 047 |

| 1906  | 1911 | 1921 | 1926 | 1931 | 1936 | 1946 | 1954 | 1962 |
| ----- | ---- | ---- | ---- | ---- | ---- | ---- | ---- | ---- |
| 1 042 | 973  | 892  | 908  | 950  | 979  | 966  | 999  | 995  |

| 1968 | 1975 | 1982 | 1990  | 1999  | 2006  | 2007  | 2012  | 2017  |
| ---- | ---- | ---- | ----- | ----- | ----- | ----- | ----- | ----- |
| 905  | 853  | 979  | 1 087 | 1 071 | 1 059 | 1 057 | 1 021 | 1 057 |

| 2022  | - | - | - | - | - | - | - | - |
| ----- | - | - | - | - | - | - | - | - |
| 1 073 | - | - | - | - | - | - | - | - |

#### Pyramide des âges
La population de la commune est relativement jeune.
En 2018, le taux de personnes d'un âge inférieur à 30 ans s'élève à 37,7 %, soit en dessous de la moyenne départementale (39,5 %). À l'inverse, le taux de personnes d'âge supérieur à 60 ans est de 21,7 % la même année, alors qu'il est de 22,5 % au niveau départemental.
En 2018, la commune comptait 545 hommes pour 506 femmes, soit un taux de 51,86 % d'hommes, largement supérieur au taux départemental (48,23 %).
Les pyramides des âges de la commune et du département s'établissent comme suit.
| Hommes | Classe d’âge | Femmes |
| ------ | ------------ | ------ |
| 0,2    | 90 ou +      | 0,4    |
| 3,7    | 75-89 ans    | 5,2    |
| 16,6   | 60-74 ans    | 17,5   |
| 23,0   | 45-59 ans    | 21,4   |
| 16,6   | 30-44 ans    | 20,1   |
| 17,1   | 15-29 ans    | 15,7   |
| 22,8   | 0-14 ans     | 19,7   |

| Hommes | Classe d’âge | Femmes |
| ------ | ------------ | ------ |
| 0,5    | 90 ou +      | 1,4    |
| 5,3    | 75-89 ans    | 8,1    |
| 14,8   | 60-74 ans    | 16,2   |
| 19,1   | 45-59 ans    | 18,4   |
| 19,5   | 30-44 ans    | 18,7   |
| 20,7   | 15-29 ans    | 19,1   |
| 20,2   | 0-14 ans     | 18     |

### Enseignement
Artres fait partie de l'académie de Lille.

## Culture locale et patrimoine

### Lieux et monuments
- L'église Saint-Martin, du XVIIIe siècle. Les archives mentionnent 1757 comme date de fin des travaux.
- La grotte de Lourdes auprès de l'église, 1885.
- La chapelle rue du Tapage.
- La chapelle rue Gambetta.
- La cense du château du XVIIIe siècle.
- Le cimetière communal d'Artres héberge six tombes de soldats — gérées par la Commonwealth War Graves Commission —, tués à la fin de la Première Guerre mondiale (en octobre et en novembre 1918)[29].
- Le monument aux morts, commémorant les morts de quatre conflits militaires : 1870-71, 1914-18, 1939-45 et la guerre d'Algérie[30].

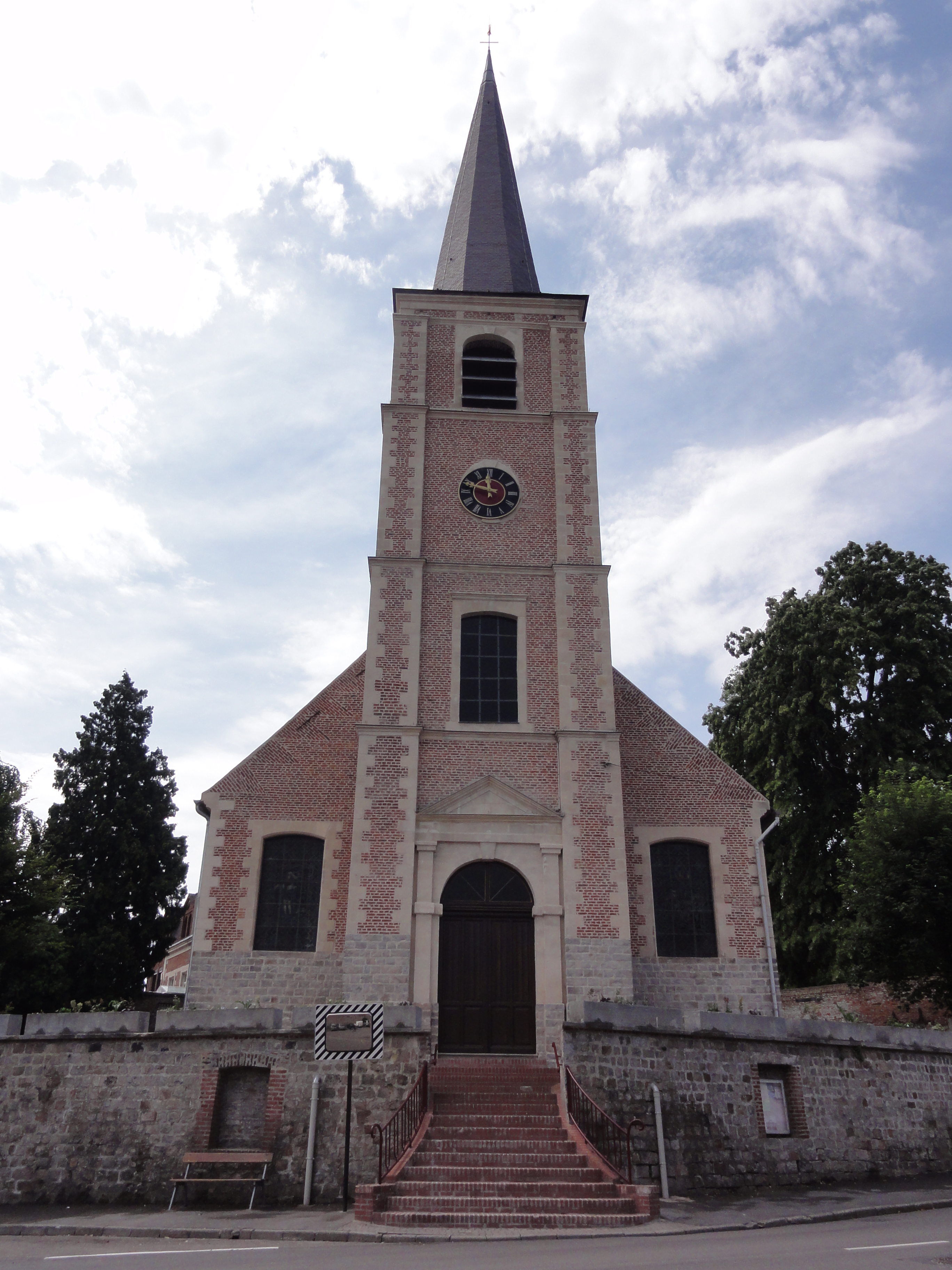
L'église Saint-Martin d'Artres.
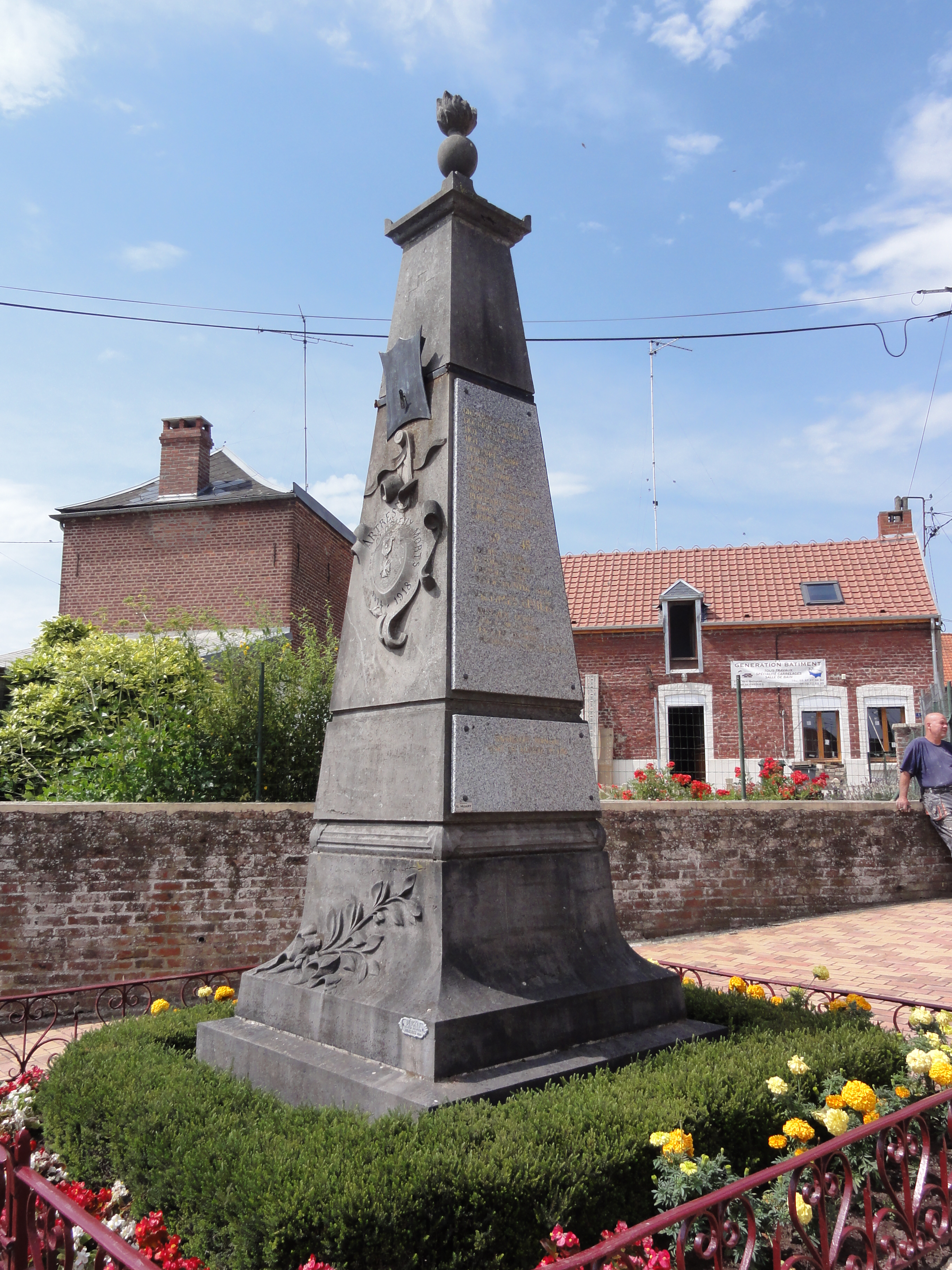
Le monument aux morts.
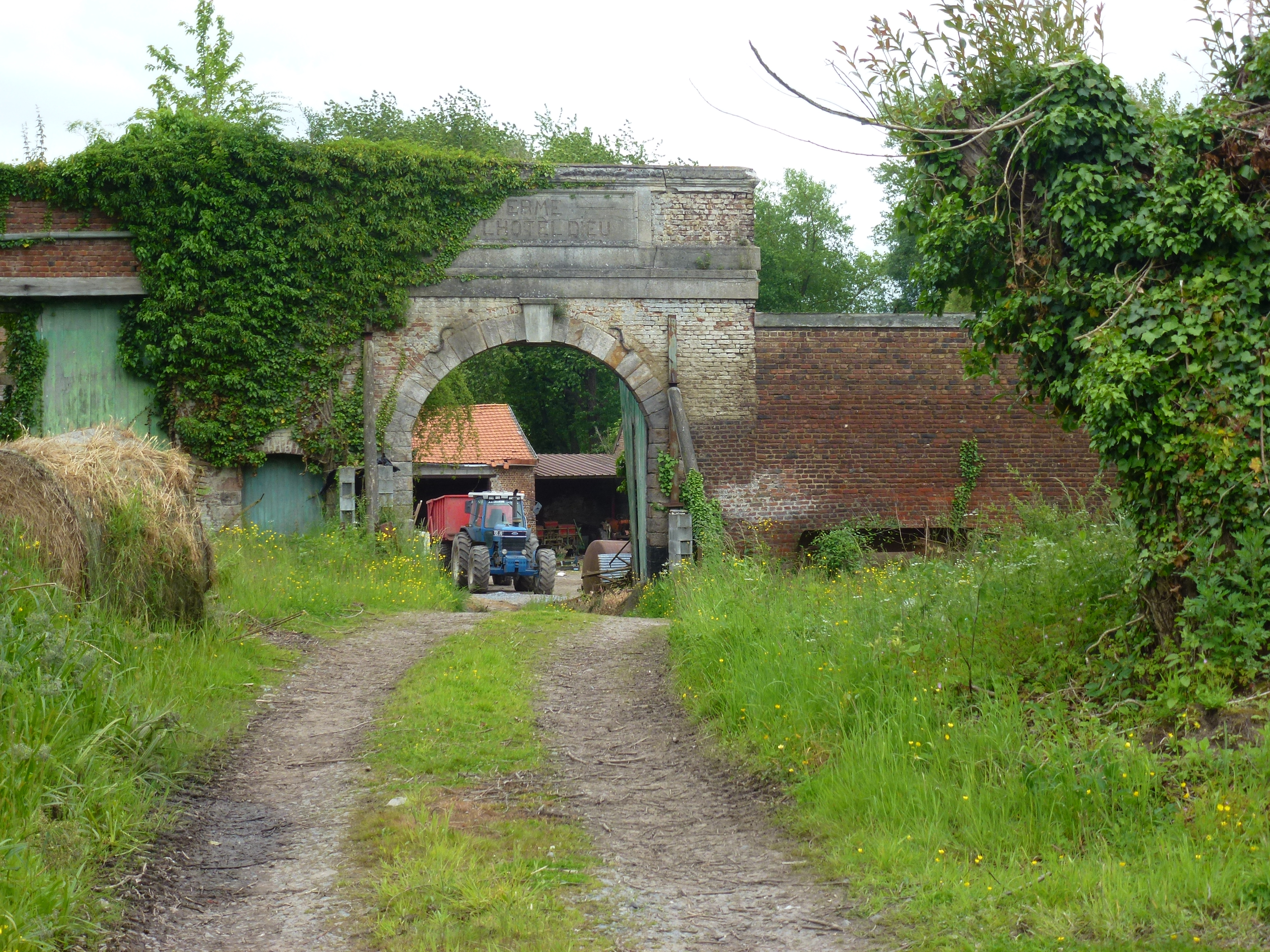
Porche de la ferme de l'Hôtel-Dieu.

### Héraldique
|  | Les armes d'Artres se blasonnent ainsi : « D'or, à la croix engrêlée de gueules. »[réf. nécessaire] |

## Pour approfondir